# リヴァリッジ
リヴァリッジ（Riva Ridge、1969年 - 1985年）は、アメリカ合衆国のサラブレッドの競走馬、および種牡馬。1972年のアメリカクラシック二冠馬。1998年にアメリカ競馬殿堂入りを果たした。

## 経歴

### 出自・幼駒時代
1969年に、クリストファー・チェナリーが所有していたメドウステーブルで生産されたサラブレッドである。馬名の由来はチェナリーの義子ジョン・トゥイーディにあり、彼の所属したアメリカ軍第10山岳師団が第二次世界大戦中に駐留したアペニン山脈の地名に因んだものであった。
クリストファーが病気で入院したため、娘のヘレン・チェナリーが馬主として所有し、同牧場の運営にも携わっていたリュシアン・ローリン調教師に預けられた。1971年6月のベルモントパーク競馬場の一般戦でデビュー、初戦は7着であったが、その次走で初勝利を挙げている。
その年は8月に出走したフラッシュステークスからロン・ターコット騎乗のもとで連勝を重ね、11月のガーデンステートステークスまで5連勝、さらにフューチュリティステークスやシャンペンステークスを含むなどのとても濃い内容の成績を残した。これらが考慮され、リヴァリッジは同年のエクリプス賞最優秀2歳牡馬に選出された。

### クラシック戦線
翌年はフロリダのハイアリアパーク競馬場から始動、年初戦のハイビスカスステークスに勝って連勝を6にまで伸ばしたが、翌戦エヴァーグレイズステークスで4着に敗れ、連勝記録はここでストップした。しかしブルーグラスステークスでは一転して4馬身差をつける快勝劇を見せた。
3歳牡馬路線の大一番にあたるケンタッキーダービーでは1番人気に支持された。スタートに手間取ったものの、最後の直線では2着に3馬身1/4差をつけての優勝を飾った。この時にクリストファー・チェナリーは入院中であったが、ペニーがトロフィーを受けとった姿をテレビで見たときにクリストファーのほほに涙が伝ったという
三冠競走第2戦のプリークネスステークスでも、リヴァリッジは断然の1番人気に推された。しかし大雨でぐちゃぐちゃになったピムリコ競馬場の馬場はリヴァリッジに味方せず、別路線から来た単勝20倍の伏兵ビービービーにゴールは掻っ攫われた。さらに前走で2着だったノーリヘイス、同じく別路線組のキートゥザミントに遅れて4着で競走を終えた。
クラシック三冠こそ逃したが、リヴァリッジは最後の1戦ベルモントステークスへと登録された。ビービービーが出走しなかったこともあり、リヴァリッジは再び断然の1番人気に推される。そして、前走で先着されたノーリヘイス・キートゥザミントを後方に置き去りにしながら逃げきり、2着に7馬身の差をつけて優勝した。
その後、当時7月に行われていたハリウッドダービーにも優勝し、この時点までは事実上3歳牡馬の頂点であった。しかし古馬との初対戦となると途端に精彩を欠くようになる。この年、ハリウッドダービーの後に5戦をこなすが、スタイミーハンデキャップでの（1着馬キャノネロから5馬身差の）2着が最高で、すべてで敗れる散々な結果に終わった。そのうちの1戦ウッドワードステークスではまたしても不良馬場に祟られた上に、優勝馬はかつて何度も破ったはずのキートゥザミントであった。
一方のキートゥザミントは、ベルモントステークスの後からウッドワードステークスまで4連勝、さらに翌戦ジョッキークラブゴールドカップでもリヴァリッジ（3着）に先着（2着）する活躍ぶりであった。このシーズン後半が祟り、クラシック二冠馬ながらも最優秀3歳牡馬の座をキートゥザミントに奪われてしまった。

### 古馬時代
しかし翌年からは復調し、年初戦として出走したアケダクト競馬場5月の一般戦で、10か月ぶりの勝ちを挙げるに至った。初のグレード競走挑戦となった次走メトロポリタンハンデキャップはまたもや不良馬場によって惨敗するも、次のマサチューセッツハンデキャップで優勝し、さらにブルックリンハンデキャップでは1分52秒40という、当時のダート9.5ハロン（約1911メートル）の北アメリカレコードタイムで優勝した。
9月のマールボロカップインビテーショナルハンデキャップでは、その年の三冠馬セクレタリアトと対決した。同馬主の所有する両頭はカップリング扱いで、クーガーやキートゥザミント、ケネディーロードなどの実績馬が出走していたが1番人気に支持された。リヴァリッジは127ポンド（約57.5キログラム）を背負って果敢に競走したが、結果はセクレタリアトが2着リヴァリッジを3馬身半離して優勝、ダート9ハロン（約1809メートル）の世界レコードタイムがおまけにつくなど、完璧な負けであった。
その年をジョッキークラブゴールドカップで最下位に沈んだところで終え、同年をもって引退した。同年の年度代表馬となったセクレタリアトにこそ負けはしたもの、この年G1勝ちを含む5勝が評価されて、最優秀古牡馬に選出された。引退までに稼いだ賞金は1,111,347ドルで、アメリカ競馬史上12頭目の100万ドルホースでもあった。

## 引退後
引退後はクレイボーンファームで種牡馬入りした。512万ドルの巨額シンジケートを組まれて種牡馬入りしたリヴァリッジであったが、その成績はあまり芳しくなかった。
代表する産駒に、1978年生の牡馬タップシューズがいる。2歳から3歳にかけて活躍した早熟の馬で、フューチュリティステークスやフラミンゴステークスで優勝した。このほかにもボールドルーラーステークスに勝ったロッキーマリアージ、テストステークスに優勝したブリティー、シュヴィーハンデキャップ勝ち馬のアラダなどがいるが、G1馬はタップシューズ以外には出すことができなかった。
1985年4月21日、リヴァリッジは心不全により死亡した。のちの1998年、アメリカ競馬名誉の殿堂博物館はリヴァリッジの競走成績を評価し、同馬を殿堂馬の一頭とすることを発表した。

## 評価

### 主な勝鞍
※1973年よりグレード制導入
1971年（2歳） 9戦7勝
フラッシュステークス、フューチュリティステークス、シャンペンステークス、ローレスフューチュリティステークス、ガーデンステートステークス
1972年（3歳） 12戦5勝
ハイビスカスステークス、ブルーグラスステークス、ケンタッキーダービー、ベルモントステークス、ハリウッドダービー
2着 - スタイミーハンデキャップ
1973年（4歳） 9戦5勝
マサチューセッツハンデキャップ (G2) 、ブルックリンハンデキャップ (G1) 、スタイヴェサントハンデキャップ (G2)
2着 - マールボロカップインビテーショナルハンデキャップ

### 年度代表馬
- 1971年 - エクリプス賞最優秀2歳牡馬
- 1971年 - エクリプス賞最優秀古牡馬

### 表彰
- 1998年 - アメリカ競馬名誉の殿堂博物館により、殿堂馬として選定される。
- 1999年 - ブラッド・ホース誌の選ぶ20世紀のアメリカ名馬100選において、第57位に選ばれる。
- ベルモントパーク競馬場に、同馬の名を冠した「リヴァリッジステークス」 (G2) が創設される。

## 血統表
| リヴァリッジの血統（ターントゥ系（ロイヤルチャージャー系） / Ultimus 5x5=6.25%、 Pharos 父内5x5=6.25%） | リヴァリッジの血統（ターントゥ系（ロイヤルチャージャー系） / Ultimus 5x5=6.25%、 Pharos 父内5x5=6.25%） | リヴァリッジの血統（ターントゥ系（ロイヤルチャージャー系） / Ultimus 5x5=6.25%、 Pharos 父内5x5=6.25%） | （血統表の出典）    | （血統表の出典） |
| 父 First Landing 1956 鹿毛 アメリカ                                                                     | 父の父Turn-to 1951 鹿毛 アイルランド                                                                    | Royal Charger                                                                                           | Nearco              | Nearco           |
| 父 First Landing 1956 鹿毛 アメリカ                                                                     | 父の父Turn-to 1951 鹿毛 アイルランド                                                                    | Royal Charger                                                                                           | Sun Princess        |                  |
| 父 First Landing 1956 鹿毛 アメリカ                                                                     | 父の父Turn-to 1951 鹿毛 アイルランド                                                                    | Source Sucree                                                                                           | Admiral Drake       | Admiral Drake    |
| 父 First Landing 1956 鹿毛 アメリカ                                                                     | 父の父Turn-to 1951 鹿毛 アイルランド                                                                    | Source Sucree                                                                                           | Lavendula           |                  |
| 父 First Landing 1956 鹿毛 アメリカ                                                                     | 父の母Hildene 1938 鹿毛 アメリカ                                                                        | Bubbling Over                                                                                           | North Star          | North Star       |
| 父 First Landing 1956 鹿毛 アメリカ                                                                     | 父の母Hildene 1938 鹿毛 アメリカ                                                                        | Bubbling Over                                                                                           | Beaming Beauty      |                  |
| 父 First Landing 1956 鹿毛 アメリカ                                                                     | 父の母Hildene 1938 鹿毛 アメリカ                                                                        | Fancy Racket                                                                                            | Wrack               | Wrack            |
| 父 First Landing 1956 鹿毛 アメリカ                                                                     | 父の母Hildene 1938 鹿毛 アメリカ                                                                        | Fancy Racket                                                                                            | Ultimate Fancy      |                  |
| 母 Iberia 1954 鹿毛 アメリカ                                                                            | 母の父Heliopolis 1936 鹿毛 イギリス                                                                     | Hyperion                                                                                                | Gainsborough        | Gainsborough     |
| 母 Iberia 1954 鹿毛 アメリカ                                                                            | 母の父Heliopolis 1936 鹿毛 イギリス                                                                     | Hyperion                                                                                                | Selene              |                  |
| 母 Iberia 1954 鹿毛 アメリカ                                                                            | 母の父Heliopolis 1936 鹿毛 イギリス                                                                     | Drift                                                                                                   | Swynford            | Swynford         |
| 母 Iberia 1954 鹿毛 アメリカ                                                                            | 母の父Heliopolis 1936 鹿毛 イギリス                                                                     | Drift                                                                                                   | Santa Cruz          |                  |
| 母 Iberia 1954 鹿毛 アメリカ                                                                            | 母の母War East 1947 鹿毛 アメリカ                                                                       | Easton                                                                                                  | Dark Legend         | Dark Legend      |
| 母 Iberia 1954 鹿毛 アメリカ                                                                            | 母の母War East 1947 鹿毛 アメリカ                                                                       | Easton                                                                                                  | Phaona              |                  |
| 母 Iberia 1954 鹿毛 アメリカ                                                                            | 母の母War East 1947 鹿毛 アメリカ                                                                       | Warrior Lass                                                                                            | Man o' War          | Man o' War       |
| 母 Iberia 1954 鹿毛 アメリカ                                                                            | 母の母War East 1947 鹿毛 アメリカ                                                                       | Warrior Lass                                                                                            | Sweetheart F-No.1-k |                  |

母イベリアはアメリカで3勝を挙げた競走馬。同馬のほかに、スタイミーハンデキャップなどステークス競走3勝を挙げたハイドロロジスト（1966年・牡馬、父タタン）を出している。

## 備考
1. ↑  “REMEMBERING CHRISTOPHER T. CHENERY, FOUNDER OF MEADOW STABLE”.   SECRETARIAT'S MEADOW (2013年1月9日). 2021年3月10日閲覧。
2. ↑  アメリカでは、1973年よりグレード制が導入された。
3. ↑  アメリカの競馬などで見られる制度で、同じ馬主の競走馬が2頭以上出た場合、それらに同じ馬番を振り分けられること。馬番が1であればゼッケンや出馬表では「1」「1a」といった表記になり、馬券上ではどちらが勝ってもその番号で当たりとなる。